# Sonic Firestorm
Sonic Firestorm a DragonForce együttes második lemeze 2004-ből.

## Számok listája
1. My Spirit Will Go On 7:54
2. Fury Of The Storm 6:46
3. Fields Of Despair 5:46
4. Dawn Over A New World 5:13
5. Above The Winter Moonlight 5:25
6. Soldiers Of The Wasteland 7:31
7. Prepare For War 9:45
8. Once In A Lifetime 6:15
9. Cry Of The Brave 8:06